# Horsa-Nunatakker
Die Horsa-Nunatakker sind eine isolierte Gruppe aus fünf hauptsächlich verschneiten Nunatakkern im Nordosten der westantarktischen Alexander-I.-Insel. Sie ragen 22 km nördlich des Mount Calais oberhalb des Roberts-Piedmont-Gletschers auf.
Erste Luftaufnahmen entstanden 1936 bei der British Graham Land Expedition (1934–1937) unter der Leitung des australischen Polarforschers John Rymill. Der Falkland Islands Dependencies Survey nahm 1948 Vermessungen vor Ort vor. Das UK Antarctic Place-Names Committee benannte sie 1955 nach Horsa, gemeinsam mit seinem Bruder Hengist legendärer angelsächsischer Führer des 5. Jahrhunderts.